# Blocco Triestino
Il Blocco Triestino è stato un partito politico sorto a Trieste nel secondo dopoguerra. Questo movimento, che si proponeva l'attuazione del Territorio Libero di Trieste, era costituito in prevalenza da proprietari di piccole imprese commerciali, di industrie e di istituti finanziari.
Il capo storico del movimento fu l'avvocato Mario Stocca. Il Blocco si differenziava dal Fronte dell'Indipendenza per il Libero Stato Giuliano per l'orientamento politico. Infatti, rappresentava nell'indipendentismo triestino la corrente di destra mentre il Fronte costituiva l'ala di sinistra. Il più noto esponente del Blocco fu lo scrittore e storico triestino Fabio Cusin che dal 1952 al 1955, anno della sua morte, ricoprì la carica di consigliere comunale. Il Blocco e il Fronte si unirono nel 1956 e formarono l'Unione Triestina per concorrere alle elezioni amministrative di quell'anno. Il partito non fu però ammesso alle elezioni per cavilli burocratici e l'indipendentismo venne così privato dei suoi rappresentanti.

## Risultati elettorali
| Elezioni            | Elezioni            | Voti  | %   | Seggi  |
| ------------------- | ------------------- | ----- | --- | ------ |
| Amministrative 1949 | Amministrative 1949 | 4 826 | 2,8 | 1 / 60 |
| Amministrative 1952 | Amministrative 1952 | 4 492 | 2,5 | 1 / 60 |